# 美しい湖の底
『美しい湖の底』（うつくしいみずうみのそこ、Shimmer Lake）は2017年に配信されたアメリカ合衆国・カナダのスリラー映画。監督はオーレン・ウジエル、主演はベンジャミン・ウォーカーが務めた。本作はウジエルの映画監督デビュー作でもある。

## ストーリー
金曜日。アンディ・サイクスが地下室を掃除していたとき、妻のマーサは1階で保安官のジーク（アンディの兄）と会話していた。娘のサリーが地下に降りてきたとき、アンディは「ここに父さんがいることは誰にも言わないように」と彼女に言い聞かせた。ジークが家の中を捜索したところ、アンディは隣人の車を奪って逃走した。ジークは同僚のリードやFBI捜査官2人（カイルとカート）と共にアンディの行方を追った。アンディは他の2人（エドとクリス）と協力して銀行強盗をはたらいた容疑で追われていたのである。一行がホーキンス判事の家を訪ねたところ、彼は既に殺された後だった。捜査方針をめぐる対立が生じたため、ジークは単独でアンディを追うことにした。その頃、アンディは森の中でエドの妻、ステファニーと落ち合っており、奪った金を車に積んでいた。アンディが車に乗り込もうとしたとき、彼は何者かによって射殺された。犯人の腕には「State Champs」（州のチャンピオン）という入れ墨が彫られていた。
木曜日、ジークは同僚たちと共にクリス・モローの行方を追っていた。クリスは火曜日に発生した銀行強盗事件でゲットアウェイ・ドライバーを務めていたのである。ところが、クリスは何者かの手によって殺されており、捜査はまた振り出しに戻ってしまった。頭を抱えるジークだったが、悩みの種はもう一つあった。それは兄のアンディが汚職をしたとの噂が流れていることであった。かつて、クリスとエドは麻薬の製造を行っており、爆発事故でエドの息子が亡くなるという事件が発生した。2人は告訴されたが、よく分からない理由で身柄を釈放された。このとき、検事を務めていたのはアンディであった。人々はアンディが2人から賄賂を受け取ったのではないかと噂していた。
その後、ジークはリード、カイル、カートと一緒にステファニーの元を訪れた。ステファニーは4人に「エドがここに来て一緒に逃げろと言った。私が断ったところ、エドは殴りつけてきた。あの人はメキシコへ逃げると言っていた」と告げた。しかし、ステファニーがその証拠として見せた傷は彼女自身が付けたものだった。その頃、ドーキンス判事は自分を脅迫する内容のビデオテープを処分しようとしていた。ドーキンスは未成年の男性と性行為を行っていたのである。ドーキンスはもみ消しに躍起になっていたが、運悪くアンディにその事実が知られてしまった。ドーキンスはアンディを殺してでも秘密を守ろうとしたが、返り討ちに遭った。図らずも殺人を犯してしまったアンディはひとまず自宅の地下室に隠れることにした。
水曜日。アンディとクリスはエドが奪った金を独り占めするために自分たちを裏切ろうとしているのではないかと疑っていた。クリスに「しばらく身を隠していろ」と言った後、アンディは弟の動向を探るために町に戻った。ジークが2人のFBI捜査官と会っていた頃、クリスはステファニーから「お金を山分けしないか」と電話で持ちかけられていた。待ち合わせ場所のホテルに到着したクリスはステファニーに誘惑されて困惑した。ステファニーは息子の死の一件で自分を恨んでいると思っていたためである。そんな折、ドーキンスが2人のいる部屋にやって来た。ドーキンスは脅迫テープを回収しにやって来たのである。ステファニーがクリスをけしかけた結果、彼とドーキンスはもみ合いになり、ドーキンスはクリスを殺してしまった。ステファニーはテープとクリス殺しを材料にドーキンスを脅迫し、エドの逃走資金を彼に調達させることにした。帰宅後、ドーキンスは泣き崩れるのだった。
火曜日。アンディ、クリス、エドの3人はかねてより計画していた銀行強盗を実行することになった。3人には知る由もなかったが、その裏では別の陰謀が張り巡らされていたのである。

## キャスト
※括弧内は日本語吹替
- ベンジャミン・ウォーカー - ジーク・サイクス（川中子雅人[4]）
- レイン・ウィルソン - アンディ・サイクス（遠藤純一[4]）
- ステファニー・シグマン - ステファニー・バートン（衣鳩志野[4]）
- ジョン・マイケル・ヒギンズ - ブラッド・ドーキンス判事（青山穣[4]）
- マーク・レンドール - クリス・モロー（粟野志門）
- ロブ・コードリー - カート・ビルトモア（西村太佑）
- ロン・リヴィングストン - カイル・ウォーカー（佐々木啓夫）
- ワイアット・ラッセル - エド・バートン（飯島肇）
- アダム・パリー - リード・エシントン（最上嗣生）
- マット・ランドリー - ビリー（松田修平）
- イザベル・ドーヴ - サリー（飯沼南実）
- ニール・ホワイトリー - ハリス（さかき孝輔）
- アンジェラ・ヴィント - マーサ・サイクス（原島梢）
- ジュリー・カーナー - アリソン・ドーキンス（仲村かおり）

日本語版スタッフ：演出：横田知加子、翻訳：砺波紀子、録音・調整：黒崎裕樹／菊池友紀、日本語版制作：BTI Studios／グロービジョン

## 製作・マーケティング
本作の脚本は2009年にブラックリスト入りを果たしていた。2015年10月13日、本作の主要撮影が始まった。23日、ベンジャミン・ウォーカーが本作に出演するとの報道があった。2016年9月23日、Netflixが本作の配信権を獲得したと報じられた。2017年5月25日、本作のオフィシャル・トレイラーが公開された。

## 評価
本作に対する批評家の評価は平凡なものに留まっている。映画批評集積サイトのRotten Tomatoesには10件のレビューがあり、批評家支持率は60%、平均点は10点満点で5.29点となっている。